# 黎覺奔
黎覺奔（1916年—1992年），字國斌，廣東省東莞縣人，仿林中學及上海中華藝術大學文學系畢業，與馬鑑和胡春冰教授在香港同學立戲劇藝術社。黎覺奔曾經為香港大學和香港中文大學戲劇社導演。歷任華僑書院教授兼任戲劇學系主任、香港音樂專科學校教授、香港戲劇藝術學會主席，市政局香港話劇團導演。又出多年出任香港校際音樂節評判、校際朗誦節評判及大專學生戲劇節評判。著有劇本《紅樓夢》、《趙氏孤兒》及《木蘭從軍》等凡20餘種。